# Phultala Upazila
Phultala Upazila är ett underdistrikt i Bangladesh. Det ligger i den centrala delen av landet, 130 km sydväst om huvudstaden Dhaka.
Trakten runt Phultala Upazila består till största delen av jordbruksmark. Runt Phultala Upazila är det mycket tätbefolkat, med 2 431 invånare per kvadratkilometer.